# Коленец (Сланцевский район)
Коленец — деревня в Старопольском сельском поселении Сланцевского района Ленинградской области.

## История
Впервые упоминается в писцовых книгах Шелонской пятины 1498 года, как деревня Коленце (деревня Калениц у озера Пенинского) в Сумерском погосте Новгородского уезда.
Деревня Каленец обозначена на карте Санкт-Петербургской губернии Ф. Ф. Шуберта 1834 года.

КОЛЕНЦА — деревня принадлежит её величеству, число жителей по ревизии: 39 м. п., 51 ж. п. (1838 год)

КАЛЕНЕЦ — деревня Гдовского её величества имения, по просёлочной дороге, число дворов — 13, число душ — 45 м. п. (1856 год)

КОЛЕНЕЦ — деревня удельная при озере безымянном, число дворов — 14, число жителей: 47 м. п., 69 ж. п. (1862 год) 

В XIX — начале XX века деревня административно относилась к Осьминской волости 2-го земского участка 1-го стана Гдовского уезда Санкт-Петербургской губернии.
Согласно Памятной книжке Санкт-Петербургской губернии 1905 года деревня образовывала Коленецкое сельское общество.

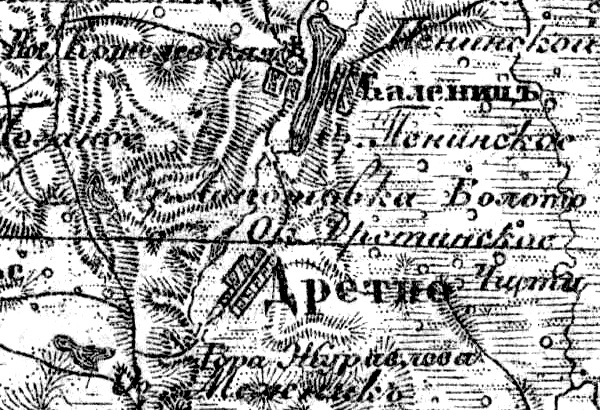
Деревня Коленец на карте 1919 года

Согласно карте Петроградской и Эстляндской губерний издания 1919 года деревня называлась Калениц.
По данным 1933 года деревня Коленец входила в состав Тарасовогорского сельсовета Осьминского района.
По состоянию на 1 августа 1965 года деревня Коленец входила в состав Поречского сельсовета Кингисеппского района.
По данным 1973 года деревня Коленец входила в состав Поречского сельсовета Сланцевского района.
По данным 1990 года деревня Коленец входила в состав Овсищенского сельсовета.
В 1997 году в деревне Коленец Овсищенской волости проживали 3 человека, в 2002 году — 6 человек (все русские).
В 2007 и 2010 годах в деревне Коленец Старопольского СП проживали 4 человека.

## География
Деревня расположена в восточной части района на автодороге 41К-816 (Пенино — Дретно — Коленец).
Расстояние до административного центра поселения — 20 км.
Расстояние до ближайшей железнодорожной станции Молосковицы — 80 км.
Деревня находится на восточном берегу озера Пенино.

## Демография
| 1862 | 2007 | 2010 | 2017 |
| ---- | ---- | ---- | ---- |
| 116  | ↘4   | →4   | ↘1   |